# L'Ivresse et l'Amour
Pour plus de détails, voir Fiche technique et Distribution.
L'Ivresse et l'Amour (Something to Live For) est un film américain réalisé par George Stevens, sorti en 1952.

## Fiche technique
- Titre original : Something to Live For
- Titre français : L'Ivresse et l'Amour
- Réalisation : George Stevens
- Scénario : Dwight Taylor
- Photographie : George Barnes
- Musique : Victor Young
- Montage : William Hornbeck et Tom McAdoo
- Pays d'origine : États-Unis
- Format : Noir et blanc - 1,37:1 - Mono
- Genre : drame
- Date de sortie : 1952

## Distribution
- Joan Fontaine : Jenny Carey
- Ray Milland : Alan Miller
- Teresa Wright : Edna Miller
- Richard Derr : Tony Collins
- Douglas Dick : Baker
- Herbert Heyes : J.B. Crawley
- Harry Bellaver : Billy, le garçon d'ascenseur
- Paul Valentine : Albert Forest

Acteurs non crédités
- Lee Aaker : Garçon
- Jean Acker : Femme
- Erville Alderson : Critique
- Judith Allen : Petit rôle
- Mari Blanchard : Fille au chapeau
- Robert O. Cornthwaite : Jeune homme
- Gino Corrado : Petit rôle
- King Donovan : Régisseur
- Mary Field : Petit rôle
- Bess Flowers : Femme
- Peter Hansen : Acteur à l'audition
- Barbara Knudson : Petit rôle
- Frank Orth : Serveur
- Eddie Phillips : Homme d'affaires
- Kasey Rogers : Actrice à l'audition
- Rolfe Sedan : Français
- Larry Steers : Invité